# Legendary Classics vol. 1
Albums de R.A. the Rugged Man
Die, Rugged Man, Die
(2004) Legends Never Die
(2013)
Legendary Classics vol. 1 est une compilation de R.A the Rugged Man, sortie le 27 octobre 2009. 
Cet album contient, comme son nom l'indique, tous les classiques du rappeur, de ses débuts aux productions les plus récentes. Les textes sont, comme toujours, trash et décalés, avec, notamment, une collaboration avec Havoc, membre du légendaire duo Mobb Deep (Who's Dat Guy).

## Liste des titres
| No  | Titre                                      | Contient un (des) sample(s) de             | Durée |
| --- | ------------------------------------------ | ------------------------------------------ | ----- |
| 1.  | Give It Up                                 |                                            | 3:50  |
| 2.  | Supa                                       |                                            | 3:26  |
| 3.  | Renaissance 2.0                            |                                            | 3:32  |
| 4.  | Windows of the World                       | The Windows of the World de Dionne Warwick | 2:33  |
| 5.  | Uncommon Valor: A Vietnam Story            |                                            | 4:05  |
| 6.  | Who's Dat Guy                              |                                            | 3:37  |
| 7.  | L.I.'s Finest                              |                                            | 2:56  |
| 8.  | Stanley Kubrick                            |                                            | 3:35  |
| 9.  | Cunt Renaissance (featuring Biggie Smalls) |                                            | 2:33  |
| 10. | 3 Kingz                                    |                                            | 2:54  |
| 11. | Smithhaven Mall                            |                                            | 3:38  |
| 12. | Posse Cut                                  |                                            | 3:44  |
| 13. | What the Fuck                              |                                            | 3:54  |
| 14. | Poor People                                |                                            | 3:52  |
| 15. | 50,000 Heads                               |                                            | 3:25  |
| 16. | Effin' Yo Bitch                            |                                            | 4:06  |
| 17. | Every Record Label Sucks Dick              | Capricorn du Cannonball Adderley Quintet   | 3:43  |